# 史密斯頓 (伊利諾伊州)
史密斯頓（英語：Smithton）是位於美國伊利諾伊州聖克萊爾縣的一個村落。

## 地理
史密斯頓的座標為38°24′21″N 89°59′33″W / 38.40583°N 89.99250°W，而該地最高點為海拔高度145米（即476英尺）。

## 人口
根據2010年美國人口普查的數據，史密斯頓的面積為11.06平方千米，當中陸地面積為10.93平方千米，而水域面積為0.13平方千米。當地共有人口3693人，而人口密度為每平方千米333人。